# USS Corvina (SS-226)
USS Corvina (SS-226) — американская подводная лодка типа «Гато» времён Второй мировой войны. Получила имя в честь собирательного названия нескольких видов горбылёвых рыб. Подлодка не успела потопить ни одного судна противника, так как была потеряна в первом боевом походе.

## История постройки
Подводная лодка «Корвина» была заложена на верфи Electric Boat Company в Гротоне, штат Коннектикут, 21 сентября 1942 года. Спуск на воду состоялся 9 мая 1943 года, крестной матерью стала Ларин Кристи, жена вице-адмирала Ральфа Кристи. «Корвина» введена в строй 6 августа 1943 года под командованием Родрика Руни, закончившего Военно-морскую академию США в 1929 году.

## Служба
Подлодка вышла из Нью-Лондона 18 сентября 1943 года и пришла в Пёрл-Харбор 14 октября. В свой первый боевой поход «Корвина» направилась 4 ноября, через два дня пополнила запасы топлива на атолле Джонстон, и с тех пор выйти с ней на связь не удалось.
Задание было опасным — патрулирование вблизи хорошо защищённой японской военно-морской базы на островах Трук и перехват кораблей противника в рамках прикрытия планируемой операции по захвату островов Гилберта. Послевоенное изучение японских документов показало, что 16 ноября к югу от Трука японская подлодка I-176 выпустила три торпеды по лодке противника, и после двух попаданий цель взорвалась. 14 марта 1944 года было официально объявлено о гибели «Корвины» вместе с экипажем, составлявшем 82 человека. «Корвина» считается единственной американской подводной лодкой, потопленной во время Второй мировой войны японской подлодкой.

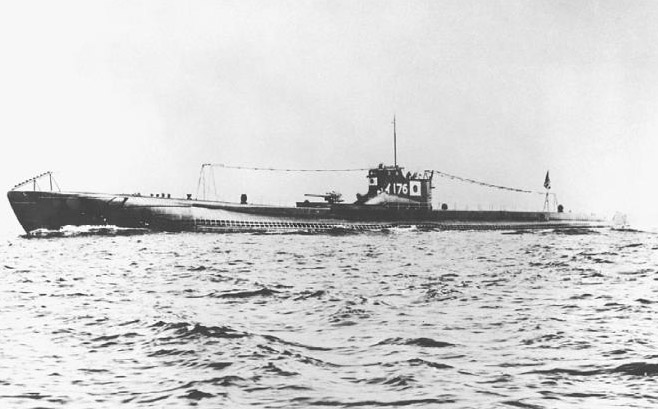
Японская подводная лодка I-176.

## В популярной культуре
Гибель подводной лодки «Корвина» описана в фильме 1951 года Операция «Пасифик» с Джоном Уэйном в главной роли. В этом фильме вымышленная подлодка типа «Гато» под названием Thunderfish (англ. Гром-рыба) случайно встречает в море «Корвину» после того как последняя передаёт радиограмму о проблеме с одним из дизелей. «Тандерфиш» передаёт необходимые запчасти, и командиры обмениваются бобинами с кинофильмами. Джон Уэйн, играющий роль командира «Тандерфиш» отдаёт комедию «Здесь спал Джордж Вашингтон», командир «Корвины» взамен предлагает фильм о подводной лодке «Пункт назначения – Токио». Затем, когда экипаж «Тандерфиш» смотрит «Пункт назначения — Токио», акустик слышит два взрыва. На следующий день, прибыв к предполагаемому источнику взрывов, «Тандерфиш» обнаруживает место гибели корабля и по плавающему на поверхности контейнеру для киноплёнки с маркировкой «Здесь спал Джордж Вашингтон» определяет, что на этом месте затонула «Корвина». Радар «Тандерфиш» обнаруживает цель, подлодка погружается. Через перископ Джон Уэйн видит «японскую подлодку типа I», идёт на сближение и торпедирует её, осуществляя месть за гибель «Корвины».